# Kopete
Kopete és un programa lliure per a missatgeria instantània amb un sistema multiprotocol que es pot estendre, es pot comunicar amb protocols com el ICQ, AIM, Gadu-Gadu, IRC, XMPP/Jabber, MSN Messenger i Yahoo! Messenger.
Kopete és part del projecte KDE i té una excel·lent integració amb aquest entorn gràfic.
El seu nom prové de la paraula xilena "copete" que es refereix a les begudes alcohòliques.

## Història
- 26 de desembre de 2001 - El xilè Duncan Mac-Vicar Prett comença a treballar en un clon d'ICQ per al KDE després que es produís un canvi en el protocol d'ICQ que inutilitzava els clients existents fins aleshores.[4][3]
  - Algunes setmanes més tard, s'actualitzen altres clients d'ICQ i Duncan redirigeix els seus esforços cap a un missatger multiprotocol basat en extensions, utilitzant com a base l'arquitectura del Noatun.
  - Nick Betcher s'uneix a Duncan en el seu esforç i escriu les primeres extensions d'AIM i ICQ. Duncan continua treballant a la biblioteca central i fa una extensió bàsica d'MSN.
- 3 de març de 2002 - Kopete 0.2.
- 5 d'abril de 2002 - Kopete 0.3, nova expansió per la xarxa IRC per Nick Betcher i moltes millores.
- 1 de juny de 2002 - Kopete 0.4, nova expansió de XMPP/Jabber per Daniel Stone.
  - Martjin Klingens i Ryan Cumming s'uneixen a l'equip reorganitzat del Kopete per facilitar en gran part el seu manteniment.
  - 16 de juny de 2002 - Kopete 0.4.2.
- 30 de setembre de 2002 - Kopete 0.5.
  - Oliver Goffart s'uneix a l'equip juntament amb Martjin Klingens i comença a completar una extensió per al MSN.
- 9 de febrer de 2003 - Kopete 0.6.

8 d'agost de 2003 - Kopete 0.7, importants millores.
- 11 d'agost de 2003 - Kopete 0.7.1.
  - 9 de setembre de 2003 - Kopete 0.7.2, accepta el protocol 9 de MSN Messenger.
  - 10 de setembre de 2003 - Kopete 0.7.3, accepta el nou protocol de Yahoo! Messenger.
- 2 de setembre de 2004 - Kopete 0.8, adaptat a les últimes versions de l'escriptori KDE.
  - 4 de setembre de 2004 - Kopete 0.8.2.
  - 10 de juliol de 2004 - Kopete 0.8.4.
- 23 de maig de 2005 - Kopete 0.10.1 i Kopete 0.8.3 apedaçat per al MSN.
  - 8 d'agost de 2005 - Kopete 0.10.3.
  - 13 d'octubre de 2005 - Kopete 0.10.4 s'allibera inclòs a KDE 3.4.3.
  - 29 de novembre de 2005 - Kopete 0.11, porta com a novetat el suport de càmera web per als protocols MSN i Yahoo! Messenger.
  - 1 de juny de 2006 - Kopete 0.12.